# Båtöfjärden (réserve naturelle)
Båtöfjärden est une réserve naturelle de l’archipel de Luleå en Suède,,,.

## Présentation
La zone est protégée depuis 1997 et s'étend sur 9,3 kilomètres carrés. 
La réserve comprend trois îles dans la baie de Båtöfjärden.
Les trois îles de la réserve naturelle de Båtöfjärden constituent de précieux sanctuaires pour la faune et la flore de l'archipel. 
Les îles sont dominées par des affleurements et des champs de pierres résultants du soulèvement des terres en conséquence au rebond post-glaciaire,.
Ces îles ont longtemps été utilisées par l'homme en particulier pour la chasse au phoque.
Il reste également de nombreux cairns en pierre où se trouvaient des supports en bois pour sécher les filets de pêche,.
La réserve naturelle comprend les iles Stora Båtöklippan, Lilla Båtöklippan et Hällhamnsklippan. 
La végétation de Båtöklippan comprend une grande partie de buissons de genévriers et de zones de bruyères. Stora Båtöklippan abrite une pinède.
Hällhamnsklippan est riche en rochers et peu couvert de buissons et d'arbres à feuilles caduques à croissance basse. 
L'île a un côté sud escarpé ou vivent les guillemots à miroir,.